# Gudea
Conducător al orașului Lagaș din Sumer (2144 î.Hr. - 2124 î.Hr.). Probabil nu a fost născut în orașul Lagaș, intrând în familia regală prin căsătoria cu Ninalla, fiica regelui Urbaba (2164 î.Hr. - 2144 î.Hr.). Succesorul său a fost fiul Ur-Ningirsu. În pofida numelui și al aspectului său, se pare că nu era sumerian, ci semit, adică akkadian, amorit sau caldeean. Inscripțiile menționează temple construite de Gudea în Ur, Nippur, Adad și Bad-Tibira. Aceasta indică creșterea influenței lui Gudea în Sumer. A fost guvernator al orașului-stat Lagaș,  care sub conducerea sa a avut loc o perioadă de prosperitate. Gudea a rămas cunoscut posterității prin statuile ce îl înfățișează, găsindu-se în jur de 30, remarcabile ca factură artistică. 